# Рідинно-кільцевий насос

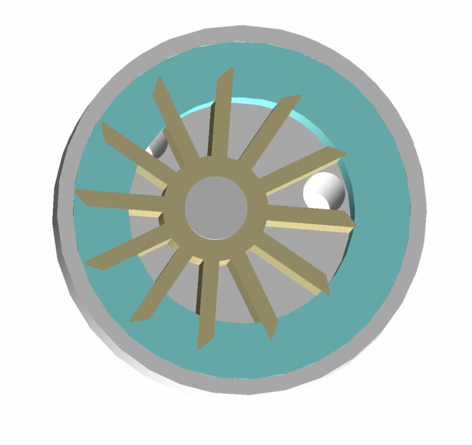
Схематичний розріз рідинно-кільцевого насоса

Ріди́нно-кільцеви́й насо́с (англ. liquid ring pump) — різновид пластинчастих газових насосів, у яких робочий об'єм змінюється за рахунок занурення пластин ротора у рідину.

## Конструктивні особливості
Перший патент — патент США за № 1091529 на рідинно кільцевий вакуумний насос було видано американському інженеру Льюїсу Нешу (англ. Lewis H. Nash; 1852-1923) у 1914 році.
У насосі ексцентрично встановлений ротор із закріпленими на ньому лопатками відкидає рідину до стінки статора; рідина за рахунок відцентрових сил набуває форми кільця, концентричного відносно статора, і разом з лопатками ротора утворює порожнини зі змінним об'ємом.

## Використання
Зазвичай, використовуються як компресори або вакуумні насоси низького вакууму 90-95% (80-40 мм рт.ст.) та форвакууму. При двоступеневих моделях можливо довести до 10 мм рт.ст. Робочою рідиною найчастіше виступає вода, іноді інші рідини. При заміні води рідиною з вищою точкою кипіння і охолодженні повітря, що відкачується, можливим є довести до ще до вищого вакууму. Критерій вибору рідини — величина тиску насиченої пари. Вода, випаровуючись, перешкоджає досягненню високого вакууму, тому іноді використовують машинні оливи чи інші аналогічні рідини.

## Переваги і недоліки
Переваги:
- низька чутливість до забруднень;
- великий моторесурс завдяки відсутності контактного тертя защільників;
- простота конструкції.

Недоліки:
- втрати робочої рідини з газами, що відкачуються, і необхідність її уловлювання та утилізації чи рециркуляції;
- необхідність періодичного поповнення об'єму робочої рідини в насосі;
- необхідність охолодження робочої рідини з метою зниження тиску її пари.